# Talacker (Winterthur)

Karte des Quartiers

 Talacker ist ein Quartier der Stadt Winterthur. Zusammen mit den Quartieren Guggenbühl, Grüze, Hegmatten, Hegi, Zinzikon, Reutlingen, Stadel und Ricketwil bildet es den Kreis 2 (Oberwinterthur).

## Quartierstruktur
Das Quartier Talacker umfasst den historischen Kern von Oberwinterthur und das heutige Zentrum des Stadtkreises Oberwinterthur. Neben den gut erhaltenen Fachwerkhäusern im Ortskern und mehreren grossen Wohnblocks gehören die Siedlung Stadtrain (genannt «Birchermüesliquartier») im Süden und ein Einfamilienhaus- und Villenviertel an aussichtsreicher Hanglage zum Quartier. Zwei Verkehrsachsen laufen durch das Quartier: Die Frauenfelderstrasse und die Rychenbergstrasse. Das Quartier zählt rund 6500 Einwohner. 24 % der Einwohner sind ausländischer Nationalität. 17 % der Einwohner sind im Seniorenalter.
Als Zentrumsquartier des Stadtkreises 2 weist das Quartier Talacker eine gute Infrastruktur auf. Mehrere Einkaufsläden und Restaurants, eine Poststelle, eine reformierte (St. Arbogast) und eine katholische Kirche (St. Marien), zwei Oberstufenschulhäuser (Lindberg, Rychenberg), drei Primarschulhäuser (Römerstrasse, Rychenberg, Talacker), Kindergärten und Sportanlagen. Das jährlich stattfindende Stadtkreisfest (Oberi-Fäscht) findet im historischen Dorfkern statt.

## Persönlichkeiten
Der ETH-Professor und Nobelpreisträger in Chemie Richard R. Ernst lebte im Quartier Talacker. Michael Künzle, der Stadtpräsident von Winterthur, lebt mit seiner Familie ebenfalls im Quartier Talacker.

## Bildung
Talacker gehört zum grössten Teil zum Einzugsgebiet der Schule Rychenberg. Diese umfasst die Kindergärten Oberi-Dorf, Talwiesen, Unterwegli, Unteres Bühl sowie einen Waldkindergarten im Lindbergwald. Die Unterstufe (1.–3. Klasse) wird in zwei Schulhäusern unterrichtet, nämlich im Schulhaus Römerstrasse sowie im Schulhaus Talacker. Ab der Mittelstufe besuchen die Schüler die Unterricht im Schulhaus Rychenberg, wobei auch ein Teil der Schule für die Sekundarschule im Schulhaus bleibt. Das ebenfalls als Sekundarschulhaus benutzte Schulhaus Lindberg wird ab Sommer 2022 zum Primarschulhaus umfunktioniert.
Die weiterführenden Schulen befinden sich im Stadtzentrum oder im Falle der beiden Kantonsschulen Im Lee und Rychenberg auf Oberwinterthurer Sicht näher gelegen am Rychenberg.

## Verkehr
Vom öffentlichen Verkehr wird das Quartier mit den Linien 1 und 10 der Stadtbus Winterthur erschlossen. Der Bahnhof Oberwinterthur liegt direkt an der Ostgrenze des Quartiers und bietet von dort regelmässige Verbindungen zum Bahnhof Winterthur, nach Zürich, Stein am Rhein und Frauenfeld.

## Kuriositäten
Die südlich der Frauenfelderstrasse liegende Reihenhaussiedlung Stadtrain wird im Volksmund Birchermüesli-Quartier genannt. Grund sind die dortigen Strassenbezeichnungen wie Apfelweg, Quittenweg, Birnenweg oder Pfirsichweg.